# Bud Plays Bird
Albums de Bud Powell
Bud! The Amazing Bud Powell (Vol. 3)
(1957) Time Waits: The Amazing Bud Powell (Vol. 4)
(1958)
Bud Plays Bird est un album du pianiste de jazz Bud Powell paru en 1958 sur le label Roulette puis réédité en 1996 chez Blue Note. Powell est accompagné par George Duvivier à la contrebasse et par Art Taylor à la batterie. Ils interprètent 14 compositions dont 13 de Charlie Parker, en mémoire du saxophoniste décédé en 1955.

## Enregistrements
Trois séances d'enregistrement ont été nécessaires pour réaliser cet album. La première séance se déroule le 14 octobre 1957 à New York pour enregistrer les titres 2-4, 6, 8, 11 et 14. La séance suivante a lieu le 2 décembre avec l'interprétation des titres 7 et 12 et les derniers titres (1, 5, 9, 10, 13 et 15) sont joués le 30 janvier 1958.
| Musicien        | Instrument  | Titre |  | Équipe technique |                         |
| --------------- | ----------- | ----- |  | ---------------- | ----------------------- |
| Bud Powell      | piano       | 1-15  |  | Rudy Traylor     | producteur              |
| George Duvivier | contrebasse | 1-15  |  | Francis Wolff    | photographie couverture |
| Art Taylor      | batterie    | 1-15  |  | Ira Gitler       | liner notes             |

## Titres de l'album
| N°  | Titre                     | Compositeur                                            | Durée |
| --- | ------------------------- | ------------------------------------------------------ | ----- |
| 1.  | Big Foot (version longue) | Charlie Parker                                         | 6:24  |
| 2.  | Shaw 'Nuff                | Charlie Parker, Dizzy Gillespie, Gil Fuller, Ray Brown | 4:10  |
| 3.  | Buzzy                     | Charlie Parker                                         | 4:02  |
| 4.  | Yardbird Suite            | Charlie Parker                                         | 4:04  |
| 5.  | Relaxin' At Camarillo     | Charlie Parker                                         | 4:27  |
| 6.  | Confirmation              | Charlie Parker                                         | 5:50  |
| 7.  | Billie's Bounce           | Charlie Parker                                         | 4:02  |
| 8.  | Ko Ko                     | Charlie Parker                                         | 5:40  |
| 9.  | Barbados                  | Charlie Parker, Amedeo Tommasi                         | 4:09  |
| 10. | Dewey Square              | Charlie Parker                                         | 4:14  |
| 11. | Moose The Mooche          | Charlie Parker                                         | 3:37  |
| 12. | Ornithology               | Charlie Parker, Benny Harris                           | 5:06  |
| 13. | Scrapple From The Apple   | Charlie Parker                                         | 3:51  |
| 14. | Salt Peanuts              | Kenny Clarke, Steve Coleman, Dizzy Gillespie           | 2:41  |
| 15. | Big Foot (version courte) | Charlie Parker                                         | 3:30  |

## Réception
Sur AllMusic, l'auteur et critique de jazz Scott Yanow écrit à propos de l'album, « bien qu'il y ait quelques petits faux-pas, la musique est bien agréable et de façon générale empli de swing, les interprétations les plus mémorables sont Shaw 'Nuff, Yardbird Suite, Confirmation et Ko Ko ».